# Mohammadreza Abbasi
Mohammadreza Abbasi (en persan : محمدرضا عباسی), né le 27 juillet 1996, est un footballeur iranien évoluant au poste d'ailier gauche. Il défend actuellement les couleurs de Tractor SC.

## Biographie
Abbasi fait partie de la Zob Ahan Academy à partir de 2010. Il est promu en équipe première par Yahya Golmohammadi lors de l'été 2014, avec à la clé un contrat de trois ans. Il fait ses débuts professionnels en faveur de Zob Ahan le 4 septembre 2014, contre le Saipa Karaj, où il est titulaire.
Il dispute avec cette équipe 76 matchs en première division iranienne, inscrivant quatre buts. Il remporte avec cette équipe une Coupe d'Iran, et une Supercoupe d'Iran.
A plusieurs reprises, il participe à la Ligue des champions d'Asie. Il inscrit un but dans cette compétition, le 18 mai 2016, lors des huitièmes de finale face au club émirati d'Al-Aïn.

## Statistiques
| Club           | Division       | Saison         | Ligue  | Ligue | Coupe Hazfi | Coupe Hazfi | Asie   | Asie | Total  | Total |
| Club           | Division       | Saison         | Matchs | Buts  | Matchs      | Buts        | Matchs | Buts | Matchs | Buts  |
| -------------- | -------------- | -------------- | ------ | ----- | ----------- | ----------- | ------ | ---- | ------ | ----- |
| Zob Ahan       | Pro League     | 2014-2015      | 5      | 0     | 2           | 0           | 0      | 0    | 7      | 0     |
| Zob Ahan       | Pro League     | 2015-2016      | 9      | 0     | 1           | 0           | 5      | 1    | 15     | 1     |
| Zob Ahan       | Pro League     | 2016-2017      | 15     | 1     | 4           | 1           | 1      | 0    | 20     | 2     |
| Zob Ahan       | Pro League     | 2017-2018      | 12     | 2     | 0           | 0           | 2      | 0    | 14     | 2     |
| Zob Ahan       | Pro League     | 2018-2019      | 21     | 0     | 1           | 0           | 4      | 0    | 26     | 0     |
| Zob Ahan       | Pro League     | 2019-2020      | 14     | 1     | 0           | 0           | 2      | 0    | 16     | 1     |
| Total carrière | Total carrière | Total carrière | 76     | 4     | 8           | 1           | 14     | 1    | 96     | 6     |

## Palmarès
Zob Ahan
- Championnat d'Iran (0) : 
  - Vice-champion : 2017-18.

- Coupe d'Iran (1) : 
  - Vainqueur : 2015-16.

- Supercoupe d'Iran (1) : 
  - Vainqueur : 2016.